# Edward Kienholz

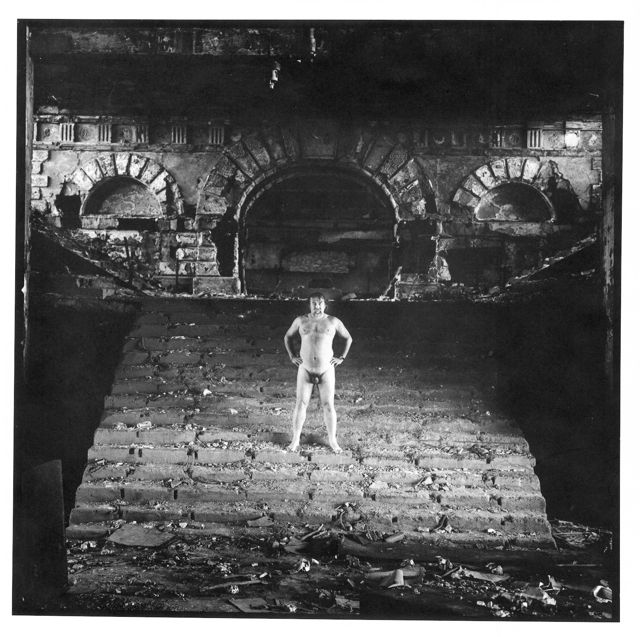
Edward Kienholz, gefotografeerd door Lothar Wolleh

Edward Kienholz (Fairfield (Washington), 23 oktober 1927 — Hope (Idaho), 10 juni 1994) was een Amerikaans beeldhouwer. In artistiek opzicht was hij autodidact maar hij verwierf met zijn installaties en beelden wereldwijde bekendheid. Zijn werk wordt soms getypeerd als neodadaïsme en sluit aan bij de popart.

## Biografie
Kienholz werd geboren in Fairfield in de staat Washington. Hij bezocht het Washington College of Education en het Whitworth College in Spokane. In 1953 verhuisde hij naar Los Angeles, waar hij in 1954 zijn eerste houten assemblages maakte, die aldaar werden geëxposeerd in de Ferus Gallery, waarvan hij medeoprichter was, en in de Now Gallery in New York.
In de jaren 60 begon hij begaanbare environments te maken. De eerste titel in deze serie was Roxy's (1962), het werk was gebaseerd op een bestaand bordeel in Las Vegas, de kalender aan de muur toont het jaar 1943. In dit werk combineerde de zogenaamde funk-kunstenaar het dadaïsme en de popart. Ook gebruikte hij hierbij B-films om een beeld te geven van de stedelijke degeneratie. Vanaf 1965 bereidde Kienholz deze kostbare installaties voor op bronzen plaquettes waarop de titel en een beschrijving van het werk stonden. De opdrachtgever kon dan beslissen of hij door moest gaan met zijn werk, en zo ja, hem een voorschot geven op de productiekosten. The State Hospital (1965) is een van de weinige werken die op deze manier tot stand is gekomen.
In 1972 trouwde hij met Nancy Reddin (1943 - 2019). Vanaf die tijd verbleef het echtpaar Kienholz regelmatig in Berlijn, waar hij een serie interieurs maakte met oude radio's, Volksempfänger, die op satirische wijze de nazipropaganda op de korrel namen. In 1981 bracht hij naar buiten dat hij sinds deze periode samenwerkte met zijn vrouw.
Toen Kienholz in 1994 overleed, was zelfs zijn begrafenis een kunstwerk. Het lichaam werd rechtop in een auto geplaatst met naast hem de as van zijn overleden hond. Tijdens de plechtigheid werd de auto in het graf gereden, waarna deze werd bedekt met aarde.

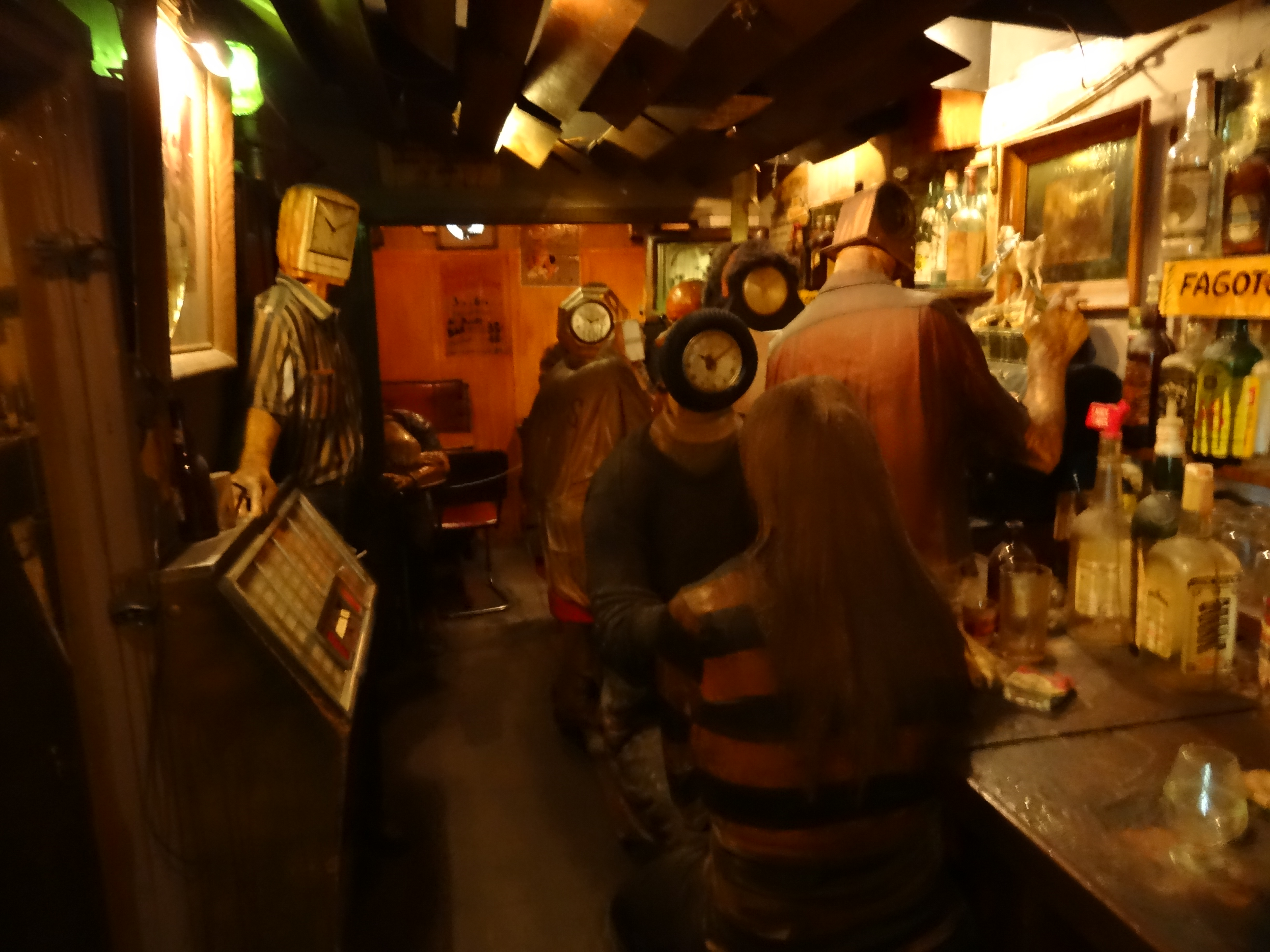
The Beanery
(1965), Stedelijk Museum

Kienholz' installatie The Beanery (1965), geïnspireerd op het interieur van een Amerikaanse kroeg, maakt deel uit van de vaste collectie van het Stedelijk Museum in Amsterdam.
In het Museum Ludwig te Keulen is een installatie van Kienholz' The Portable War Memorial (1968) in de vaste collectie. De in samenwerking met zijn echtgenote tot stand gekomen installatie The Hoerengracht (1983/88) is geïnspireerd op de Amsterdamse rosse buurt. Het werk was in 2009 te zien in het Amsterdam Museum.

## Tentoonstellingen (selectie)
- 2011 Schirn Kunsthalle Frankfurt Die Zeichen der Zeit
- 2009 National Gallery (Londen)
- 2005 Museum of Contemporary Art, Sydney
- 2005 Baltic Centre for Contemporary Art, Gateshead
- 2003 Boise Art Museum, Boise
- 2001 Tacoma Art Museum, Tacoma, WA
- 1997 Berlinische Galerie, Berlijn
- 1996 Kunsthalle Düsseldorf, Düsseldorf
- 1996 Whitney Museum of American Art, New York
- 1989 Kunsthalle Düsseldorf, Dusseldorf
- 1986 Berlinische Galerie, Berlin
- 1984 Contemporary Arts Museum Houston, Houston, Texas
- 1982 The Art Museum of South Texas, Corpus Christi, Texas
- 1982 Orange County Museum of Art, Newport Beach
- 1982 Gesellschaft für Aktuelle Kunst, Bremen
- 1979 Henry Art Gallery van de Universiteit van Washington, Seattle, WA
- 1979 Berkeley Art Museum and Pacific Film Archive, Berkeley
- 1979 Westfälischer Kunstverein, Münster
- 1977 Kunsthalle Düsseldorf, Dusseldorf
- 1977 Centre Pompidou – Musée National d’Art Moderne, Parijs
- 1971 Kunsthaus Zürich, Zürich
- 1970 Kunsthalle Düsseldorf, Düsseldorf
- 1970 Moderna Museet, Stockholm